# Olympische Sommerspiele 2000/Ringen
Bei den XXVII. Olympischen Sommerspielen 2000 in Sydney fanden 16 Wettbewerbe im Ringen statt, je acht im Freistil und im griechisch-römischen Stil. Austragungsort war das Sydney Convention and Exhibition Centre am Darling Harbour. Auf dem Programm standen je zwei Gewichtsklassen weniger als zuvor.

## Bilanz

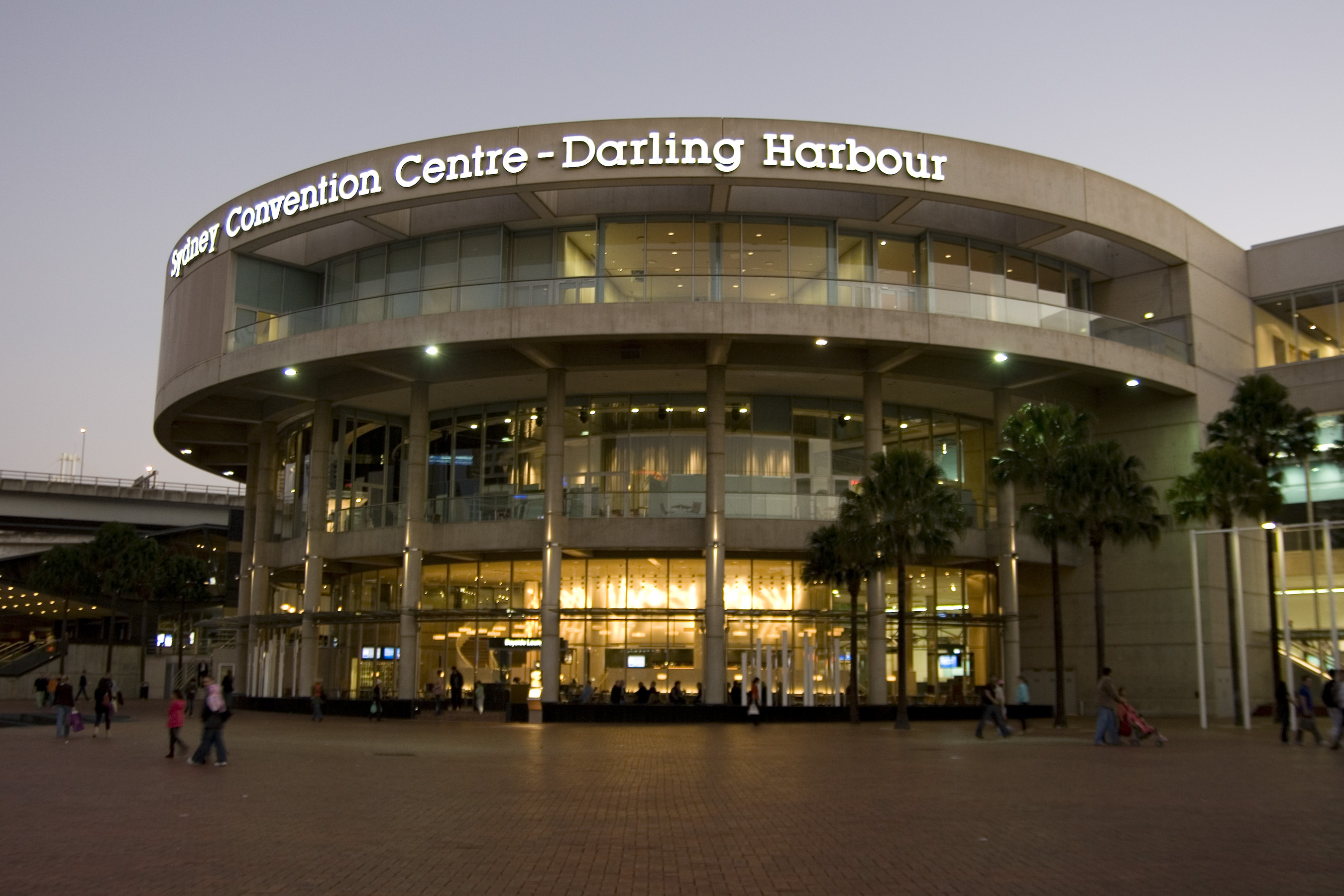
Sydney Convention and Exhibition Centre

### Medaillenspiegel
| Platz | Land               | Gold | Silber | Bronze | Gesamt |
| ----- | ------------------ | ---- | ------ | ------ | ------ |
| 1     | Russland           | 6    | 2      | 1      | 9      |
| 2     | Vereinigte Staaten | 2    | 2      | 3      | 7      |
| 3     | Kuba               | 1    | 3      | 1      | 5      |
| 4     | Südkorea           | 1    | 2      | 1      | 4      |
| 5     | Bulgarien          | 1    | 1      | –      | 2      |
| 6     | Türkei             | 1    | –      | 1      | 2      |
| 7     | Aserbaidschan      | 1    | –      | –      | 1      |
| 7     | Iran               | 1    | –      | –      | 1      |
| 7     | Kanada             | 1    | –      | –      | 1      |
| 7     | Schweden           | 1    | –      | –      | 1      |
| 11    | Ukraine            | –    | 2      | –      | 2      |
| 12    | Japan              | –    | 1      | –      | 1      |
| 12    | Kasachstan         | –    | 1      | –      | 1      |
| 12    | Ungarn             | –    | 1      | –      | 1      |
| 12    | Usbekistan         | –    | 1      | –      | 1      |
| 16    | Georgien           | –    | –      | 3      | 3      |
| 17    | China              | –    | –      | 1      | 1      |
| 17    | Finnland           | –    | –      | 1      | 1      |
| 17    | Griechenland       | –    | –      | 1      | 1      |
| 17    | Mazedonien         | –    | –      | 1      | 1      |
| 17    | Nordkorea          | –    | –      | 1      | 1      |
| 17    | Belarus            | –    | –      | 1      | 1      |

### Medaillengewinner
| Konkurrenz        | Gold               | Silber             | Bronze                  |
| ----------------- | ------------------ | ------------------ | ----------------------- |
| Klasse bis 54 kg  | Namiq Abdullayev   | Samuel Henson      | Amiran Karndanof        |
| Klasse bis 58 kg  | Alireza Dabir      | Jewhen Buslowytsch | Terry Brands            |
| Klasse bis 63 kg  | Murad Umachanow    | Serafim Barsakow   | Jang Jae-sung           |
| Klasse bis 69 kg  | Daniel Igali       | Arsen Gitinow      | Lincoln McIlravy        |
| Klasse bis 76 kg  | Brandon Slay       | Moon Eui-jae       | Adem Bereket            |
| Klasse bis 85 kg  | Adam Saitijew      | Yoel Romero        | Mogamed Ibragimov       |
| Klasse bis 97 kg  | Sagid Murtasalijew | Islam Bairamukow   | Eldari Luka Kurtanidse  |
| Klasse bis 130 kg | David Musuľbes     | Artur Taymazov     | Alexis Rodríguez Valera |

| Konkurrenz        | Gold                     | Silber            | Bronze               |
| ----------------- | ------------------------ | ----------------- | -------------------- |
| Klasse bis 54 kg  | Sim Gwon-ho              | Lázaro Rivas      | Kang Yong-gyun       |
| Klasse bis 58 kg  | Armen Nasarjan           | Kim In-sub        | Sheng Zetian         |
| Klasse bis 63 kg  | Warteres Samurgaschew    | Juan Luis Marén   | Akaki Tschatschua    |
| Klasse bis 69 kg  | Filiberto Ascuy Aguilera | Katsuhiko Nagata  | Alexei Gluschkow     |
| Klasse bis 76 kg  | Murat Kardanow           | Matt Lindland     | Marko Yli-Hannuksela |
| Klasse bis 85 kg  | Hamza Yerlikaya          | Sándor Bárdosi    | Muchran Wachtangadse |
| Klasse bis 97 kg  | Mikael Ljungberg         | Dawid Saldadse    | Garrett Lowney       |
| Klasse bis 130 kg | Rulon Gardner            | Alexander Karelin | Dsmitryj Dsjabelka   |

## Ergebnisse Freistil

### Klasse bis 54 kg (Fliegengewicht)

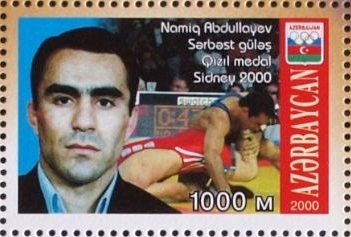
Namig Abdullajew wurde nach seinem Olympiasieg auf einer aserbaidschanischen Briefmarke verewigt

| Platz | Land | Sportler           |
| ----- | ---- | ------------------ |
| 1     | AZE  | Namiq Abdullayev   |
| 2     | USA  | Samuel Henson      |
| 3     | GRE  | Amiran Karndanof   |
| 4     | BLR  | Herman Kantojeu    |
| 5     | UKR  | Oleksandr Sacharuk |
| 6     | KAZ  | Maulen Mamyrov     |
| 7     | MDA  | Vitalie Railean    |
| 8     | UZB  | Adhamjon Achilov   |
|       |      |                    |
| 15    | GER  | Vasilij Zeiher     |

Datum: 28. bis 30. September 2000

19 Teilnehmer aus 19 Ländern

### Klasse bis 58 kg (Bantamgewicht)
| Platz | Land | Sportler           |
| ----- | ---- | ------------------ |
| 1     | IRI  | Alireza Dabir      |
| 2     | UKR  | Jewhen Buslowytsch |
| 3     | USA  | Terry Brands       |
| 4     | UZB  | Damir Zakhartdinov |
| 5     | GEO  | David Pogosian     |
| 6     | ARM  | Martin Berberjan   |
| 7     | RUS  | Murad Ramasanow    |
| 8     | BLR  | Aleksandr Guzov    |
|       |      |                    |
| 15    | GER  | Othmar Kuhner      |

Datum: 29. September bis 1. Oktober 2000

20 Teilnehmer aus 20 Ländern

### Klasse bis 63 kg (Federgewicht)
| Platz | Land | Sportler                     |
| ----- | ---- | ---------------------------- |
| 1     | RUS  | Murad Umachanow              |
| 2     | BUL  | Serafim Barsakow             |
| 3     | KOR  | Jang Jae-sung                |
| 4     | IRI  | Mohammad Talaee              |
| 5     | ARM  | Arschak Hajrapetjan          |
| 6     | CUB  | Carlos Julián Ortiz Castillo |
| 7     | AZE  | Samil Ofandijew              |
| 8     | SVK  | Štefan Fernyák               |

Datum: 28. bis 30. September 2000

19 Teilnehmer aus 19 Ländern

### Klasse bis 69 kg (Leichtgewicht)
| Platz | Land | Sportler         |
| ----- | ---- | ---------------- |
| 1     | CAN  | Daniel Igali     |
| 2     | RUS  | Arsen Gitinow    |
| 3     | USA  | Lincoln McIlravy |
| 4     | BLR  | Sergey Demchenko |
| 5     | CUB  | Yosvany Sánchez  |
| 6     | MDA  | Ivan Diaconu     |
| 7     | ARM  | Arajik Geworgjan |
| 8     | KGZ  | Almazbek Askarov |

Datum: 29. September bis 1. Oktober 2000

20 Teilnehmer aus 20 Ländern

### Klasse bis 76 kg (Weltergewicht)
| Platz | Land | Sportler            |
| ----- | ---- | ------------------- |
| 1     | USA  | Brandon Slay        |
| 2     | KOR  | Moon Eui-jae        |
| 3     | TUR  | Adem Bereket        |
| 4     | KAZ  | Gennadi Lalijew     |
| 5     | UZB  | Ruslan Khinchagov   |
| 6     | UKR  | Alik Musajew        |
| 7     | MKD  | Nasir Gadschichanow |
| 8     | POL  | Marcin Jurecki      |

Datum: 28. bis 30. September 2000

20 Teilnehmer aus 20 Ländern
Dem ursprünglich erstplatzierten deutschen Ringer Alexander Leipold wurde wegen Dopings die Goldmedaille aberkannt.

### Klasse bis 85 kg (Mittelgewicht)
| Platz | Land | Sportler           |
| ----- | ---- | ------------------ |
| 1     | RUS  | Adam Saitijew      |
| 2     | CUB  | Yoel Romero        |
| 3     | MKD  | Mogamed Ibragimov  |
| 4     | IRI  | Amir Reza Khadem   |
| 5     | USA  | Charles Burton     |
| 6     | KOR  | Yang Hyun-mo       |
| 7     | HUN  | Gábor Kapuvári     |
| 8     | ROM  | Nicolae Ghiță      |
|       |      |                    |
| 16    | SUI  | Grégory Martinetti |

Datum: 29. September bis 1. Oktober 2000

20 Teilnehmer aus 20 Ländern

### Klasse bis 97 kg (Schwergewicht)
| Platz | Land | Sportler               |
| ----- | ---- | ---------------------- |
| 1     | RUS  | Sagid Murtasalijew     |
| 2     | KAZ  | Islam Bairamukow       |
| 3     | GEO  | Eldari Luka Kurtanidse |
| 4     | POL  | Marek Garmulewicz      |
| 5     | GRE  | Aftandil Xanthopoulos  |
| 6     | IRI  | Alireza Heidari        |
| 7     | BLR  | Aljaksandr Schamarau   |
| 8     | NED  | George Torchinava      |
| 9     | GER  | Arawat Sabejew         |
| 10    | SUI  | Rolf Scherrer          |

Datum: 28. bis 30. September 2000

19 Teilnehmer aus 19 Ländern

### Klasse bis 130 kg (Superschwergewicht)
| Platz | Land | Sportler                |
| ----- | ---- | ----------------------- |
| 1     | RUS  | David Musuľbes          |
| 2     | UZB  | Artur Taymazov          |
| 3     | CUB  | Alexis Rodríguez Valera |
| 4     | IRI  | Abbas Jadidi            |
| 5     | USA  | Kerry McCoy             |
| 6     | BLR  | Aljaksej Mjadswedseu    |
| 7     | GER  | Sven Thiele             |
| 8     | KGZ  | Aleksandr Kovalevsky    |

Datum: 29. September bis 1. Oktober 2000

18 Teilnehmer aus 18 Ländern

## Ergebnisse griechisch-römischer Stil

### Klasse bis 54 kg (Fliegengewicht)
| Platz | Land | Sportler             |
| ----- | ---- | -------------------- |
| 1     | KOR  | Sim Gwon-ho          |
| 2     | CUB  | Lázaro Rivas         |
| 3     | PRK  | Kang Yong-gyun       |
| 4     | UKR  | Andrij Kalaschnykow  |
| 5     | GER  | Alfred Ter-Mkrtchyan |
| 6     | CHN  | Wang Hui             |
| 7     | AZE  | Natiq Eyvazov        |
| 8     | KGZ  | Uran Kalilov         |

Datum: 24. bis 26. September 2000

20 Teilnehmer aus 20 Ländern

### Klasse bis 58 kg (Bantamgewicht)
| Platz | Land | Sportler         |
| ----- | ---- | ---------------- |
| 1     | BUL  | Armen Nasarjan   |
| 2     | KOR  | Kim In-sub       |
| 3     | CHN  | Sheng Zetian     |
| 4     | GER  | Rıfat Yıldız     |
| 5     | IRI  | Ali Ashkan       |
| 6     | USA  | Jim Gruenwald    |
| 7     | RUS  | Waleri Nikonorow |
| 8     | JPN  | Makoto Sasamoto  |

Datum: 25. bis 27. September 2000

20 Teilnehmer aus 20 Ländern

### Klasse bis 63 kg (Federgewicht)
| Platz | Land | Sportler              |
| ----- | ---- | --------------------- |
| 1     | RUS  | Warteres Samurgaschew |
| 2     | CUB  | Juan Luis Marén       |
| 3     | GEO  | Akaki Tschatschua     |
| 4     | SUI  | Beat Motzer           |
| 5     | UZB  | Bakhodir Kurbanov     |
| 6     | USA  | Kevin Bracken         |
| 7     | KAZ  | Mchitar Manukjan      |
| 8     | UKR  | Hryhorij Komyschenko  |

Datum: 24. bis 26. September 2000

20 Teilnehmer aus 20 Ländern

### Klasse bis 69 kg (Leichtgewicht)
| Platz | Land | Sportler           |
| ----- | ---- | ------------------ |
| 1     | CUB  | Filiberto Ascuy    |
| 2     | JPN  | Katsuhiko Nagata   |
| 3     | RUS  | Alexei Gluschkow   |
| 4     | EST  | Waleri Nikitin     |
| 5     | KOR  | Son Sang-pil       |
| 6     | AZE  | Islam Dugutschijew |
| 7     | POL  | Ryszard Wolny      |
| 8     | UKR  | Rustam Adschy      |
|       |      |                    |
| 13    | GER  | Adam Juretzko      |

Datum: 25. bis 27. September 2000

19 Teilnehmer aus 19 Ländern

### Klasse bis 76 kg (Weltergewicht)
| Platz | Land | Sportler               |
| ----- | ---- | ---------------------- |
| 1     | RUS  | Murat Kardanow         |
| 2     | USA  | Matt Lindland          |
| 3     | FIN  | Marko Yli-Hannuksela   |
| 4     | UKR  | David Manukyan         |
| 5     | KOR  | Kim Jin-soo            |
| 6     | SWE  | Ara Abrahamian         |
| 7     | BLR  | Wjatschaslau Makaranka |
| 8     | GEO  | Tariel Melelaschwili   |

Datum: 24. bis 26. September 2000

20 Teilnehmer aus 20 Ländern

### Klasse bis 85 kg (Mittelgewicht)
| Platz | Land | Sportler             |
| ----- | ---- | -------------------- |
| 1     | TUR  | Hamza Yerlikaya      |
| 2     | HUN  | Sándor Bárdosi       |
| 3     | GEO  | Muchran Wachtangadse |
| 4     | BLR  | Waleryj Zylenz       |
| 5     | CUB  | Luis Enrique Méndez  |
| 6     | ISR  | Gotcha Ziziaschwili  |
| 7     | SWE  | Martin Lidberg       |
| 8     | EGY  | Mohamed Abdelfatah   |

Datum: 25. bis 27. September 2000

20 Teilnehmer aus 20 Ländern

### Klasse bis 97 kg (Schwergewicht)
| Platz | Land | Sportler            |
| ----- | ---- | ------------------- |
| 1     | SWE  | Mikael Ljungberg    |
| 2     | UKR  | Dawid Saldadse      |
| 3     | USA  | Garrett Lowney      |
| 4     | GRE  | Konstantinos Thanos |
| 5     | GEO  | Gennadi Tschchaidse |
| 6     | KAZ  | Sergei Matwijenko   |
| 7     | SUI  | Urs Bürgler         |
| 8     | LTU  | Mindaugas Ežerskis  |

Datum: 24. bis 26. September 2000

20 Teilnehmer aus 20 Ländern

### Klasse bis 130 kg (Superschwergewicht)
| Platz | Land | Sportler           |
| ----- | ---- | ------------------ |
| 1     | USA  | Rulon Gardner      |
| 2     | RUS  | Alexander Karelin  |
| 3     | BLR  | Dsmitryj Dsjabelka |
| 4     | ISR  | Yuri Evseichik     |
| 5     | CUB  | Héctor Milián      |
| 6     | UKR  | Heorhij Soldadse   |
| 7     | ITA  | Giuseppe Giunta    |
| 8     | TUR  | Fatih Bakir        |

Datum: 25. bis 27. September 2000

20 Teilnehmer aus 20 Ländern